# Eleições estaduais no Ceará em 1947
As eleições estaduais no Ceará em 1947 ocorreram em 19 de janeiro como parte das eleições gerais no Distrito Federal, em 20 estados e nos territórios federais do Amapá, Rondônia e Roraima. No Ceará foram eleitos o governador Faustino Albuquerque (o vice-governador Menezes Pimentel foi escolhido posteriormente via eleição indireta), o senador Fernandes Távora e 45 deputados estaduais que teriam poderes constituintes.
Nascido em Pacatuba e formado em Direito na Universidade Federal do Ceará em 1910, Faustino Albuquerque foi professor da Escola Normal, do Liceu do Ceará e dirigiu o Teatro José de Alencar. Juiz de direito em Maranguape, Barbalha, Camocim e Baturité, foi nomeado desembargador do Tribunal de Justiça do Ceará em 1928, presidiu a referida corte durante a maior parte do Estado Novo e por quatro vezes presidiu o Tribunal Regional Eleitoral do Ceará e nessa condição esteve à frente das eleições estaduais de 1945, tendo se filiado à UDN a fim de eleger-se governador em 1947.
Na eleição para senador venceu Fernandes Távora. Natural de Jaguaribe, ele é formado em Medicina na Universidade Federal da Bahia e em Farmácia na Universidade Federal do Rio de Janeiro onde obteve o Doutorado em 1902. Após clinicar na Amazônia e no Ceará, viveu na Europa até retornar ao Ceará onde participou da Campanha Civilista de Ruy Barbosa a presidente da República em 1910. Eleito deputado estadual por três vezes antes da Revolução de 1930, foi professor do Colégio Militar do Ceará e diretor do jornal A Tribuna. Nomeado interventor federal no Ceará em 8 de agosto de 1930, passou aproximadamente um ano no cargo e foi eleito deputado federal em 1933 e 1945. Em sua família seu filho, Virgílio Távora, e seu irmão, Juarez Távora, também se dedicaram à política.

## Resultado da eleição para governador
Foram apurados 272.763 votos nominais.
| Candidatos a governador do estado | Candidatos a vice-governador | Número | Coligação           | Votação | Percentual |
| --------------------------------- | ---------------------------- | ------ | ------------------- | ------- | ---------- |
| Faustino Albuquerque UDN          | Menezes Pimentel PSD         | -      | UDN (sem coligação) | 147.911 | 54,23%     |
| Onofre Gomes PSD                  | Não havia -                  | -      | PSD (sem coligação) | 124.852 | 45,77%     |

## Resultado da eleição para senador
Foram apurados 265.415 votos nominais não havendo informações sobre os votos em branco e nulos.
| Candidatos a senador da República | Primeiro suplente de senador | Número | Coligação           | Votação | Percentual |
| --------------------------------- | ---------------------------- | ------ | ------------------- | ------- | ---------- |
| Fernandes Távora UDN              | João Augusto Bezerra UDN     | -      | UDN (sem coligação) | 135.225 | 50,95%     |
| Menezes Pimentel PSD              | Jaime Vasconcelos PSD        | -      | PSD (sem coligação) | 111.323 | 41,94%     |
| César Cals PTB                    | Olavo Rego Falcão PTB        | -      | PTB (sem coligação) | 18.867  | 7,11%      |

## Deputados estaduais eleitos
Embora tenha eleito o governador, a UDN ficou em minoria na Assembleia Legislativa do Ceará, encarregada de elaborar a Constituição Estadual de 1947. A contagem final das 45 vagas apontou dezenove cadeiras para o PSD, dezesseis para a UDN, sete para o PSP, duas para o PCB e uma para o PRP.

Representação eleita
  PSD: 19
  UDN: 16
  PSP: 7
  PCB: 2
  PRP: 1

| Deputados estaduais eleitos | Partido | Votação | Percentual | Cidade onde nasceu   | Unidade federativa |
| Waldemar Alcântara          | PSD     | 5.375   |            | Fortaleza            | Ceará              |
| Perilo Teixeira             | UDN     | 4.368   |            | Itapipoca            | Ceará              |
| Adail Cavalcanti            | UDN     | 4.321   |            | Iguatu               | Ceará              |
| Murilo Aguiar               | UDN     | 4.300   |            | Ipu                  | Ceará              |
| José Pontes Neto            | PCB     | 4.295   |            | Massapê              | Ceará              |
| Sá Cavalcanti               | PSD     | 4.277   |            | Fortaleza            | Ceará              |
| Franklin Chaves             | PSD     | 4.127   |            | Fortaleza            | Ceará              |
| Gomes Sales                 | UDN     | 3.986   |            | Acaraú               | Ceará              |
| Joel Marques                | PSD     | 3.809   |            | Tauá                 | Ceará              |
| Parsifal Barroso            | PSD     | 3.778   |            | Fortaleza            | Ceará              |
| Joaquim Bastos              | PSP     | 3.632   |            | Carnaubal            | Ceará              |
| Paulo Sanford               | PSD     | 3.610   |            | Sobral               | Ceará              |
| Vicente Ferrer              | PSD     | 3.538   |            | Lavras da Mangabeira | Ceará              |
| Antônio de Carvalho Rocha   | PSP     | 3.528   |            | Uruoca               | Ceará              |
| Torres de Melo              | UDN     | 3.505   |            | Fortaleza            | Ceará              |
| José Filomeno Gomes         | PSD     | 3.427   |            | Acaraú               | Ceará              |
| Renato Braga                | PSD     | 3.379   |            | Cruzeiro do Sul      | Acre               |
| Almir Pinto                 | PSD     | 3.356   |            | Lavras da Mangabeira | Ceará              |
| Barros dos Santos           | UDN     | 3.339   |            | Fortaleza            | Ceará              |
| Vilebaldo Aguiar            | UDN     | 3.220   |            | Coreaú               | Ceará              |
| Osires Pontes               | PSD     | 3.201   |            | Massapê              | Ceará              |
| Manoel Gouveia              | PSD     | 3.191   |            | Aracaju              | Ceará              |
| Wilson Gonçalves            | PSD     | 3.182   |            | Cajazeiras           | Paraíba            |
| Eretides Martins            | UDN     | 3.137   |            | Fortaleza            | Ceará              |
| Figueiredo Correia          | PSD     | 3.130   |            | Várzea Alegre        | Ceará              |
| Mário Leal                  | UDN     | 3.054   |            | Parambu              | Ceará              |
| Waldery Uchôa               | PSD     | 3.044   |            | Itarema              | Ceará              |
| Manuel de Castro            | UDN     | 3.041   |            | Morada Nova          | Ceará              |
| Ademar Távora               | UDN     | 3.016   |            | Jaguaribe            | Ceará              |
| Manuel Gomes de Freitas     | PSP     | 3.004   |            | Baturité             | Ceará              |
| Grijalva Costa              | UDN     | 2.974   |            | Ubajara              | Ceará              |
| Álvaro Lins                 | PSP     | 2.898   |            | Pedra Branca         | Ceará              |
| Francisco Ferreira da Ponte | PSD     | 2.849   |            | Acaraú               | Ceará              |
| Sebastião Cavalcante        | UDN     | 2.792   |            | Quixeramobim         | Ceará              |
| Amadeu Furtado              | UDN     | 2.769   |            | Fortaleza            | Ceará              |
| Hildeberto Barroso          | PSD     | 2.765   |            | Itapipoca            | Ceará              |
| José Napoleão               | UDN     | 2.731   |            | Maranguape           | Ceará              |
| Péricles Moreira da Rocha   | PSP     | 2.599   |            | Fortaleza            | Ceará              |
| Augusto Benevides           | UDN     | 2.586   |            | Mombaça              | Ceará              |
| Raimundo Queiroz            | PSD     | 2.402   |            | Jaguaribara          | Ceará              |
| Aristóteles Gondim          | PSD     | 2.397   |            | Itapajé              | Ceará              |
| Silveira Aguiar             | PSP     | 2.089   |            | Crato                | Ceará              |
| José Crispino               | PSP     | 1.603   |            | Quixadá              | Ceará              |
| Aristides Ribeiro           | PRP     | 1.280   |            | Reriutaba            | Ceará              |
| José Marinho                | PCB     | 876     |            | Fortaleza            | Ceará              |

## Eleições municipais
Em 7 de dezembro de 1947 houve eleições municipais e nelas a UDN fez a maioria dos prefeitos e o maior número de vereadores.